# Leslie (chanteuse)
Pour les articles homonymes, voir Leslie et Bourgouin.
Ne doit pas être confondu avec Lesly Mess.
 (février 2024).
Leslie, de son nom complet Leslie Bourgouin née le 4 février 1985 au Mans, est une chanteuse de RnB et pop française.

## Biographie

### Jeunesse
Leslie Bourgouin naît au Mans d'un père originaire de Wallis-et-Futuna et d'une mère française. Leslie grandit en Afrique. Elle passe son enfance au Gabon de 6 ans à 9 ans et au Togo de 10 à 15 ans. Lorsqu'elle revient en France, Leslie commence à chanter comme choriste dans une école de quartier auprès de rappeurs. C'est dans ces conditions qu'elle fait sa première scène, lors d'une fête de la musique. Avec son frère, le compositeur et arrangeur Little D, qui voit en elle un talent et un énorme potentiel, ils décident de travailler ensemble leurs compositions, leur complicité étant entière dans les textes, comme dans les mélodies. Elle travaille, durant son adolescence, au sein de plusieurs MJC de la ville du Mans, qui lui permettent de réaliser des maquettes de chansons et de se développer une culture hip-hop.

### Carrière

#### Graines de star(2001)
Poussée par son grand frère David, Leslie s'inscrit à l'émission de M6 Graines de star en 2001 animée par Laurent Boyer. Elle s'y distingue parmi d'autres futures chanteuses comme Alizée avec une chanson des Destiny's Child. Cette révélation auprès du public lui permet d'enregistrer son premier single, Le bon choix, qui fut un succès commercial avec 140 000 exemplaires vendus. Le bac ES en poche, elle entre en hypokhâgne au lycée Montesquieu, mais peu de temps après elle décide d’arrêter ses études et de se lancer dans une carrière dans la chanson.

#### Je suis et je resterai & Mes couleurs(2002 à 2005)
Par la suite, elle sort son premier album RnB intitulé Je suis et je resterai qui est certifié disque d'or avec plus de 190 000 exemplaires vendus. Après deux singles qui ont rencontré un certain succès, apparaît ensuite comme troisième single, On n'sait jamais en duo avec Magic System en 2003, qui fut un bon succès dans les charts en étant à la 8e place. Le dernier single promotionnel de son premier album fut Pardonner, ayant eu des chiffres de ventes plus bas que les précédents titres. Ces quatre singles furent produits par la Société EMC Records.
C'est aussi en 2003 qu'elle collabore sous la direction de son management, la Société Boz Da Ya, avec le duo Kore & Skalp.
Mes couleurs, son deuxième album studio aux teintes RnB, a été publié le 11 mai 2004. Leslie a coécrit tous les titres de l'album. Ce disque fut dixième dans le classement d'albums en France. Le 13 octobre 2005, exactement un an et cinq mois après sa sortie, l'album a été certifié double disque d'or par le SNEP. Il reste, à ce jour, l'album le plus vendu de la chanteuse, avec des ventes de plus de 250 000 exemplaires en France, à partir de septembre 2010.

#### Troisième et quatrième albums (2006 à 2011)
Après une pause de deux ans, elle sort son troisième album L'Amour en vol, avec le single L'Envers de la terre, suivi de Sobri 2 et Accorde-moi en duo avec le chanteur de RnB américain Bobby Valentino.
Début 2008, sa production EMC records signe un contrat de licence avec la maison de disque EMI Music France. Il était prévu que Leslie sorte un album de reprises de musiques des années 1980 qui devait porter comme titre Futur 80. Pour une raison inconnue, la sortie de l'album fut annulée, malgré l'envoi du single Boule de flipper (reprise de Corynne Charby) sur les radios françaises et la diffusion du single Mise au point sur les chaînes de télévision.
Elle annonce fin 2009 la sortie d'un quatrième album, dont le premier single est Tout sur mon père, suivi de Never, Never et Hier encore. L'album, intitulé À la recherche du bonheur sort en septembre 2010 dans les bacs et produit par la Société Artop Records. En 2011, elle participe aux concerts organisés par la Française des Jeux et NRJ 12, ce qui lui permet de faire la promo de son nouveau single I Need You More, réalisé par les producteurs de la chanteuse Inna, en duo avec Crush et Alexandra d'origine roumaine. La même année, Alpha Blondy l'invite sur le single Vuvuzela, remixé par DJ Kore.
En référence à ses origines, la chanteuse n'hésite pas à intégrer des sonorités world dans son RnB, comme des rythmiques cubaines, maghrébines ou africaines. Sa musique porte la marque de la soul, du RnB dans son aspect le plus pop.

#### Les Enfants de l’orageet retrait progressif (2012-2018)
En 2012, Leslie dévoile Des mots invincibles, premier extrait de son cinquième album Les Enfants de l'orage, qui marque une évolution musicale plus organique et acoustique. Elle enchaîne avec le single Ma génération. Cette même année, elle participe à l’album Génération Goldman en reprenant Je te donne avec en:Ivyrise, un titre qui connaît un grand succès.
Par la suite, elle se fait plus discrète, bien qu’elle continue à collaborer sur divers projets musicaux comme l'adaptation française du single Want U Back de la chanteuse britannique Cher Lloyd, sur l'album Génération Goldman volume 2et participe au single inédit Kiss & Love au profit du Sidaction,.
En 2018, elle écrit Casablanca pour Saad Lamjarred, en collaboration avec son mari, Kore. Elle devient alors directrice artistique au sein du label Awa Gang.

#### Retour(2024)
Après une absence de plus de dix ans, la chanteuse française Leslie a marqué son retour sur la scène musicale en 2024. En juillet 2024, elle a participé au festival DYR près de Paris, offrant à ses fans l’occasion de la retrouver sur scène. En septembre 2024, elle a sorti un nouveau single intitulé Dans les veines, en collaboration avec Kore et Franglish,.
Le 13 février 2025, Leslie est montée sur la scène de l’Olympia aux côtés d’Amine pour célébrer les 20 ans de Raï N'B Fever, interprétant ensemble leur célèbre titre “Sobri”. Lors de cet événement, elle a exprimé sa gratitude envers son public en déclarant : “Je ne vous ai pas oubliés moi non plus”.

### Vie privée
Elle est mariée au producteur Kore,. Fin janvier 2015, elle annonce être enceinte de son premier enfant. En août 2015, elle annonce qu'elle a accouché d'un petit garçon.

## Discographie

### Albums studio
| Titre                     | Détails de l'album                                                         | Meilleure position | Ventes  | Certifications                  |
| Titre                     | Détails de l'album                                                         | FRA                | Ventes  | Certifications                  |
| ------------------------- | -------------------------------------------------------------------------- | ------------------ | ------- | ------------------------------- |
| Je suis et je resterai    | - Sortie : 13 novembre 2002 - Label : M6 Interactions - Format : CD        | 41                 | 190 000 | - FRA : Or[réf. nécessaire]     |
| Mes couleurs              | - Sortie : 10 mai 2004 - Label : EMC - Format : CD                         | 10                 | 250 000 | - FRA : 2 × Or[réf. nécessaire] |
| L'Amour en vol            | - Sortie : 20 novembre 2006 - Label : EMC - Formats : CD, téléchargement   | 50                 | 100 000 | - FRA : Argent[réf. nécessaire] |
| À la recherche du bonheur | - Sortie : 6 septembre 2010 - Label : Artop - Formats : CD, téléchargement | 34                 | 6 000   |                                 |
| Les Enfants de l'orage    | - Sortie : 4 février 2013 - Label : Play On - Formats : CD, téléchargement | 70                 | 3 000   |                                 |

### Compilations
- 2004 : Raï'n'B Fever
- 2006 : Raï'n'B Fever 2
- 2008 : Raï'n'B Fever 3
- 2011 : Raï'n'B Fever 4
- 2025 : Raï'n'B Fever 5 : Part.1

### Singles
| Titre                                                               | Année | Meilleure position | Meilleure position | Meilleure position | Ventes                   | Album                     |
| Titre                                                               | Année | BE-W               | FRA                | SUI                | Ventes                   | Album                     |
| ------------------------------------------------------------------- | ----- | ------------------ | ------------------ | ------------------ | ------------------------ | ------------------------- |
| Le Bon choix                                                        | 2002  | —                  | 11                 | —                  | 140 000[réf. nécessaire] | Je suis et je resterai    |
| Je suis et je resterai                                              | 2002  | —                  | 13                 | —                  | 120 000[réf. nécessaire] | Je suis et je resterai    |
| On n'sait jamais (featuring Magic System et Sweety)                 | 2003  | —                  | 8                  | 22                 | 240 000[réf. nécessaire] | Je suis et je resterai    |
| Pardonner                                                           | 2003  | 27                 | 18                 | 80                 | 110 000[réf. nécessaire] | Je suis et je resterai    |
| Sobri (Notre destin) (featuring Amine)                              | 2004  | 2                  | 2                  | 29                 | 360 000[réf. nécessaire] | Mes couleurs              |
| Et j'attends                                                        | 2004  | 15                 | 7                  | 38                 | 110 000[réf. nécessaire] | Mes couleurs              |
| Vivons pour demain                                                  | 2005  | —                  | 23                 | 54                 | 50 000[réf. nécessaire]  | Mes couleurs              |
| L'Envers de la Terre                                                | 2006  | —                  | 16                 | 65                 | 35 000[réf. nécessaire]  | L'Amour en vol            |
| Sobri 2 (featuring Amine)                                           | 2006  | 30                 | 12                 | —                  | 38 000[réf. nécessaire]  | L'Amour en vol            |
| Accorde-moi (featuring Bobby Valentino)                             | 2007  | —                  | 11                 | —                  | 22 000[réf. nécessaire]  | L'Amour en vol            |
| Boule de flipper                                                    | 2007  | —                  | -                  | —                  | Promo                    | Futur 80 (album annulé)   |
| Mise au Point                                                       | 2008  | —                  | -                  | —                  | Promo                    | Futur 80 (album annulé)   |
| Tout sur mon père                                                   | 2010  | —                  | —                  | —                  |                          | À la recherche du bonheur |
| Never Never                                                         | 2010  | —                  | —                  | —                  |                          | À la recherche du bonheur |
| Hier encore                                                         | 2010  | —                  | —                  | —                  |                          | À la recherche du bonheur |
| Des mots invincibles                                                | 2012  | —                  | 75                 | —                  | 8 000                    | Les Enfants de l'orage    |
| Ma génération                                                       | 2012  | —                  | —                  | —                  |                          | Les Enfants de l'orage    |
| Je te donne (featuring Ivyrise)                                     | 2013  | —                  | 38                 | —                  | 13 000                   | Les Enfants de l'orage    |
| « — » indique que le single n'est pas sorti ou classé dans le pays. |       |                    |                    |                    |                          |                           |

### Singles en collaboration
| Titre                                                               | Année | Meilleure position | Meilleure position | Meilleure position | Ventes | Album                       |
| Titre                                                               | Année | BE-W               | FRA                | SUI                | Ventes | Album                       |
| ------------------------------------------------------------------- | ----- | ------------------ | ------------------ | ------------------ | ------ | --------------------------- |
| Et puis la Terre... (Participation au collectif A.S.I.E.)           | 2005  | 2                  | 2                  | 8                  |        | Aucun                       |
| Protège-toi (Participation au Collectif Protection Rapprochée)      | 2005  | —                  | 24                 | —                  |        | Aucun                       |
| L'Or de nos vies (Participation au collectif Fight Aids)            | 2006  | —                  | 5                  | 43                 |        | Aucun                       |
| Pour que tu sois libre (Participation à La Rose Marie Claire)       | 2007  | —                  | 21                 | —                  | 10 000 | Aucun                       |
| Parle Hugo, parle (Participation à Les Voix de l'Enfant)            | 2008  | —                  | 17                 | —                  |        | Aucun                       |
| I Need You More (Crush et Alexandra featuring Leslie)               | 2011  | —                  | 54                 | —                  | 8 000  | I Need You More EP          |
| Vuvuzela (DJ Kore Remix) (Alpha Blondy featuring Leslie)            | 2011  | —                  |                    | —                  |        | Vuvuzela (Single)           |
| La vie par procuration (Leslie et Pauline)                          | 2013  | —                  | 146                | —                  | -      | Génération Goldman volume 2 |
| Want U Back (Cher Lloyd featuring Leslie)                           | 2013  | —                  |                    | —                  | -      | Want U Back (Single)        |
| « — » indique que le single n'est pas sorti ou classé dans le pays. |       |                    |                    |                    |        |                             |

## Autres activités
- 2006 : elle prête sa voix au dessin animé Le Vilain Petit Canard et moi (personnage de Lucy) aux côtés de M. Pokora et Bruno Solo
- 2008 : Elle reprend la chanson Les Rois mages de Sheila dans la bande originale de film et au générique du long métrage Cliente réalisé par Josiane Balasko
- 2011 : Peter, court métrage de Nicolas Duval, d'après la bande dessinée de Régis Loisel (court-métrage) : La Fée Clochette[18],[19].
- 2013 : featuring avec le rappeur Sadek sur l'album Les frontières du réel sur le morceau Tonight
- 2015 : featuring avec le rappeur Lacrim sur l'album R.I.P.R.O Vol.1 sur le morceau Mon fils
- 2016 : featuring avec le rappeur Alonzo sur l'album Avenue de Saint Antoine sur le morceau Madame Alonzo
- 2024: featuring avec Franglish sur le titre Dans les veines de Kore

## Récompenses et distinctions
- Nomination : NRJ Music Award de la chanson francophone de l'année en 2005 pour Sobri (notre destin) avec Amine; non lauréat[20].